# Фердинанд (фільм)
Фердинанд (англ. Ferdinand) — американський комп'ютерний анімаційний пригодницький 3D фільм 2017 року, виробництва студій Blue Sky Studios та 20th Century Fox Animation. Заснований на дитячій книжці Мунро Ліфа «Історія Фердинанда». Прем'єра в Україні відбулася 21 грудня 2017 року.

## Сюжет
Дія відбувається у казково яскравому світі сучасної Іспанії. Це — історія про чемного бика, якого навіть важко собі уявити. Безтурботному життю на сімейній фермі настає кінець, коли Фердинанда відправляють до школи бойових биків, де його лагідна та миролюбна вдача вступає в суперечку з норовом одноплемінників.
За підтримки екзальтованої кози на ім'я Люпе й ватаги шалених їжаків, Фердинанду вистачає мужності лишитися самим собою, влаштувавши «велику втечу» разом з новими друзями до милої його серцю домівки.

## Акторський склад
| Актор           | Роль            |
| --------------- | --------------- |
| Джон Сіна       | Бик Фердинанд   |
| Кейт Маккінон   | Стара коза Люпе |
| Боббі Каннавале | Бик Вальєнте    |
| Ентоні Андерсон | Бик Кістяк      |
| Девід Теннант   | Бик Анґус       |
| Хуанес          | фермер Хуан     |
| Джина Родрігез  | Дикобраз Уна    |
| Давид Діґґз     | Щур Дос[3]      |

## Український дубляж
| Актор                | Роль            |
| -------------------- | --------------- |
| Юрій Горбунов        | Фердинанд       |
| Світлана Шекера      | Люпе            |
| Петро Сова           | Вальєнте        |
| Андрій Альохін       | Анґус           |
| Роман Чорний         | Кістяк          |
| Юлія Шаповал         | Уна             |
| Володимир Канівець   | Дос             |
| Юрій Ребрик          | Кватро          |
| Галина Дубок         | Ніна            |
| Дмитро Гаврилов      | Ель Ґуапо       |
| Юрій Кудрявець       | Хуан            |
| Дмитро Завадський    | Пако            |
| Олександр Погребняк  | Ганс            |
| Дмитро Зленко        | Малий Фердинанд |
| Арсеній Шавлюк       | Малий Вальєнте  |
| Андрій Терещук       | Малий Ґуапо     |
| Єгор Скороходько     | Малий Кістяк    |
| Андрій Твердак       | Ель Прімеро     |
| Дмитро Вікулов       | Моріно          |
| Катерина Брайковська | Ґрета           |
| Дмитро Сова          | Клаус           |
| Кирило Нікітенко     | Тато Вальєнте   |
| Євген Сінчуков       | Раф             |

Фільм дубльовано студією — «Постмодерн» на замовлення компанії «Ukrainian Film Distribution» у 2017 році.
Переклад — Сергій Ковальчук

## Виробництво
У 2011 році повідомлялося, що 20th Century Fox Animation придбала права на дитячу книгу "Історія Фердинанда" Мунро Ліфа, щоб адаптувати її в комп'ютерний анімаційний фільм, режисером якого стане Карлос Салданья. У травні 2013 року компанія Fox назвала фільм просто "Фердинанд", виробництвом якого займатиметься студія Blue Sky Studios. Джон Пауелл, який часто співпрацює з Салданьєю, писатиме музику до фільму. У листопаді 2016 року стало відомо, що Габріель Іглесіас озвучить персонажа на ім'я Куатро, пухкенького синього їжачка, брата Уни і Доса.

## Нагороди та номінації
| Список нагород та номінацій | Список нагород та номінацій | Список нагород та номінацій                | Список нагород та номінацій                                            | Список нагород та номінацій | Список нагород та номінацій |
| Кінофестиваль/Кінопремія    | Рік                         | Категорія                                  | Номінант(и)                                                            | Результат                   | Дж                          |
| --------------------------- | --------------------------- | ------------------------------------------ | ---------------------------------------------------------------------- | --------------------------- | --------------------------- |
| Премія «Золотий глобус»     | 7.01.2018                   | Найкращий анімаційний фільм                | Фердинанд                                                              | Номінація                   | [ 9 ] [ 10 ]                |
| Премія «Золотий глобус»     | 7.01.2018                   | Найкраща пісня                             | Home (музика і слова: Нік Джонас, Джастін Трантер, музика: Нік Монсон) | Номінація                   | [ 9 ] [ 10 ]                |
| Премія «Оскар»              | 4.03.2018                   | Найкращий анімаційний повнометражний фільм | Фердинанд                                                              | Номінація                   | [ 11 ]                      |